# 纽约州第十九国会选区
纽约州第十九国会选区（英語：New York's 19th congressional district）是美国纽约州的一个國會選區，该选区横跨卡茨基尔山、哈德遜河谷、紐約州南部和纽约州中部，一直延伸到五指湖区，包括了紐約都會區最北部的一部分地区和奥尔巴尼都会区的南部一部分地区，区内重要城市包括賓漢頓、伊萨卡和哈德逊。多所大学，如康奈尔大学和宾汉顿大学都位于该选区内。该选区是民主黨和共和黨相当接近的激烈拉锯选区。
该选区版图包括布鲁姆县、湯普金斯縣、希南戈縣、德拉瓦縣、格林縣、科特蘭縣、蘇利文县、哥倫比亞县和泰奥加縣的全部地区，同时包括阿爾斯特縣和奧齊戈縣部分地区。根据人口普查，该选区有779,018名居民，其中白人占85.3%，非裔占4.5%，亞裔占1.6%，拉丁裔占6.6%，2.1%为其他。
2023年起，本区众议员为共和党的马克·莫利纳罗。